# Francisco Pacheco
Pour les articles homonymes, voir Pacheco.
Francisco Pacheco (baptisé le 3 novembre 1564 à Sanlúcar de Barrameda et mort à Séville le 27 novembre 1644) est un peintre, théoricien de l'art et théologien espagnol.
Il est resté célèbre pour avoir été le maître de Diego Vélasquez et d'Alonso Cano, ainsi que pour avoir écrit Arte de la Pintura (L'Art de la peinture), un manuel de peinture constituant aujourd'hui un document essentiel pour comprendre l'art espagnol du XVIIe siècle.

## Biographie
Francisco Pacheco est né à Sanlúcar de Barrameda, mais a déménagé à Séville assez jeune. Il était l'apprenti de Luis Fernandez, et acquit une grande partie de son talent en copiant les toiles des grands maîtres italiens.
En 1600, il fut chargé avec Alonso Vásquez, de décorer le cloitre majeur du couvent de la Merced Calzada de la Asunción, qui abrite aujourd'hui le musée des Beaux-Arts de Séville, avec une série de peintures devant exalter l'ordre et ses membres principaux.
Il se rendit en visite à Madrid et Tolède en 1611, pour y étudier les œuvres du Greco. A Tolède, le Greco lui montre ses modèles, maquettes et sculptures en cire faits de sa main, servant à la composition des toiles, puis les originaux peints à l'huile de petites dimensions de toutes ses compositions. Il conte son incompréhension vis-à-vis du Greco quand celui-ci lui explique que la peinture n'est pas un art et qualifie le Greco de « peintre-philosophe ».
Francisco Pacheco était un homme de grande culture, auteur de l'important traité L'Art de la peinture, qui fut publié après sa mort en 1649 et qui « ...nous éclaire sur la manière de travailler des peintres de son temps. » Dans cet ouvrage, il se montre fidèle à la tradition idéaliste du siècle précédent, et peu intéressé par les progrès de la peinture naturaliste flamande et italienne. Parmi les ouvrages qui constituaient sa bibliothèque, s'il y avait de nombreux livres ecclésiastiques et plusieurs ouvrages de peintures, aucun ne traitait de perspective, d'optique, de géométrie, ou d'architecture. Comme peintre, il était assez limité. C'était un fidèle successeur de Raphaël et de Michel-Ange qu'il interprétait de manière dure et sèche. Cependant, il dessinait d'excellents portraits au crayon des poètes et écrivains qui défilaient dans sa maison, avec l'intention d'en faire un livre d'Éloges qui ne fut publié en fac-similé qu'au XIXe siècle. Homme influent, neveu d'un chanoine humaniste, il eut le mérite de ne pas limiter les capacités de son élève et de lui faire bénéficier de ses amitiés et de son influence. Mais de Pacheco, on retient surtout qu'il fut le maître de Vélasquez de 1611 à 1617 avant de lui accorder la main de sa fille Juana en 1618 et à qui il consacre dix pages dans son ouvrage sur l'art de la peinture. Velasquez doit aussi à son beau-père son entrée dans le monde aristocratique, notamment grâce à Gaspar de Guzmán, dit Olivarès, ainsi qu'au chanoine Juan de Fonseca y Figueroa, dont Velasquez fera les portraits.
On connaît mieux Pacheco par ses écrits que par sa peinture. Il jouissait d'un grand prestige dans le clergé et il était très influent dans les cercles littéraires sévillans qui réunissaient la noblesse locale. Le 7 mars 1618, Pacheco fut chargé par le saint tribunal de l'Inquisition de « surveiller et visiter les peintures sacrées qui se trouvent dans les boutiques et lieux publics, et de les porter si besoin devant le tribunal de l'Inquisition ».
Il retourna à Séville pour y fonder une école des beaux-arts qui mettait l'accent sur les représentations quelque peu académiques de sujets religieux, ce qui n'est pas sans lien avec le fait que Pacheco était également le censeur officiel de l'Inquisition à Séville. Ses propres réalisations reflètent cette contrainte : des peintures telles que le Jugement Dernier (au couvent de Sainte-Isabelle) ou Les Martyrs de Grenade sont certes monumentales, mais manquent d'imagination.

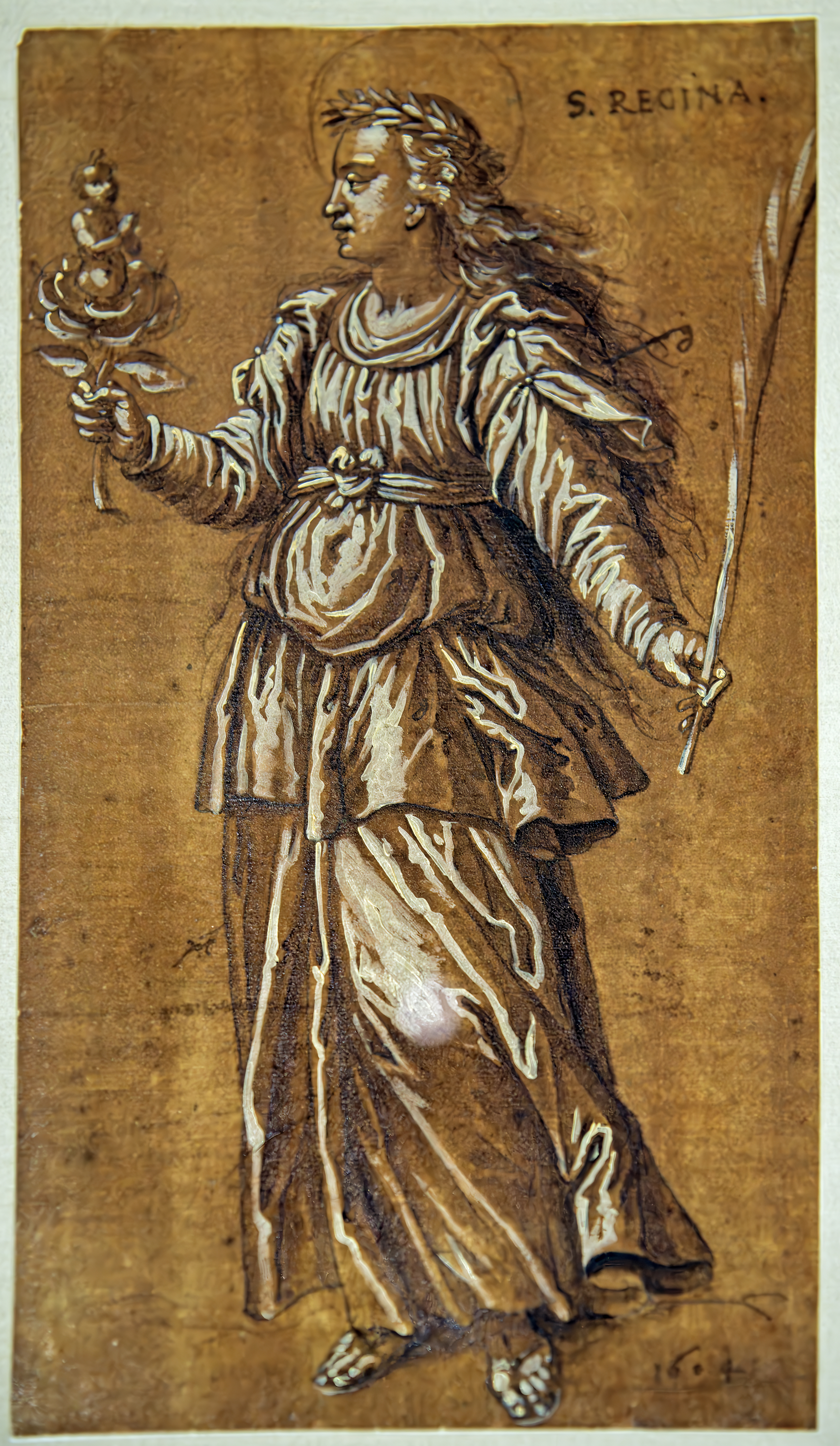
Sainte Régine d'Alésia 1604, Musée Goya.
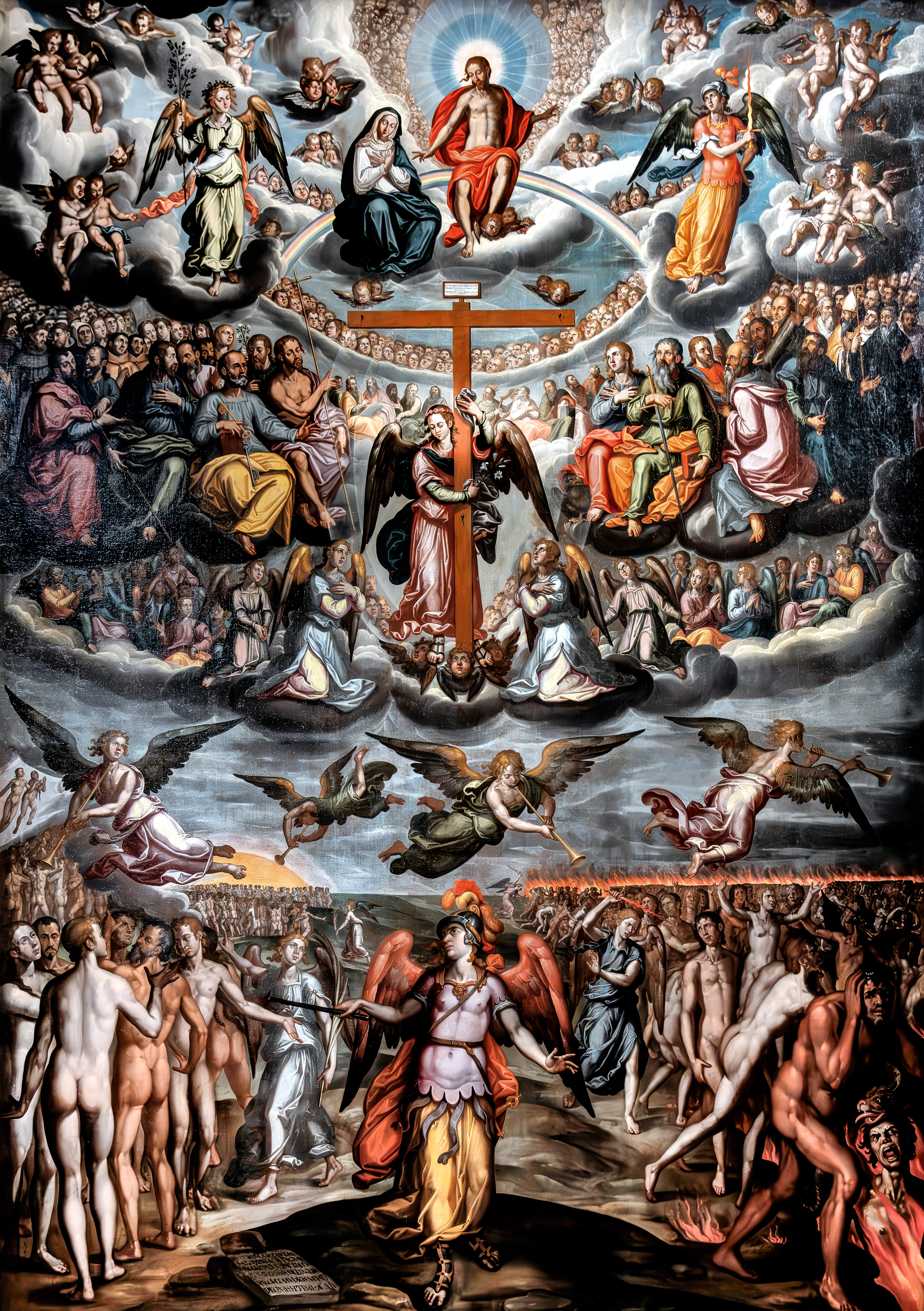
Le Jugement dernier, 1614, Musée Goya.
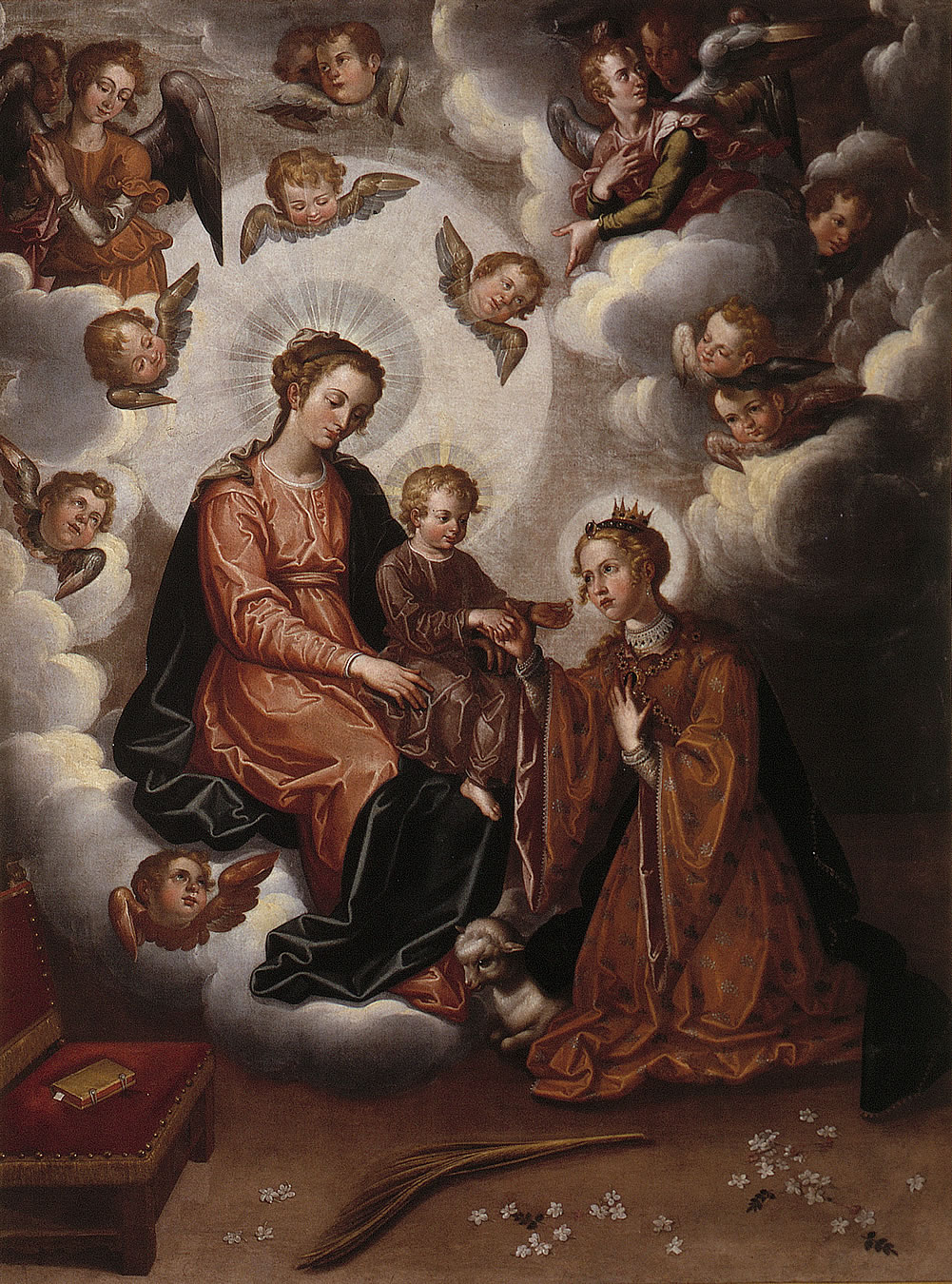
Mariage mystique de sainte Inès (vers 1628), musée des Beaux-Arts de Séville.

## Œuvre peinte
- Mariage mystique de sainte Inès, vers 1628, huile sur toile, 169 × 124 cm, musée des Beaux-Arts de Séville
- Portrait d'une dame et d'un gentilhomme âgé, musée des Beaux-Arts de Séville[1]